# Ludolf Jobst von Schorlemer
Ludolf Jobst von Schorlemer (* unbekannt; † 19. März 1630) war Domherr in Münster und Paderborn.

## Leben
Ludolf Jobst von Schorlemer entstammte dem westfälischen Adelsgeschlecht von Schorlemer und war der Sohn des Konrad von Schorlemer und dessen Gemahlin Ermgard von Hoete. Der Turnar präsentierte ihn am 11. Februar 1626 für die münstersche Dompräbende, auf die der Domherr Dietrich Wilhelm Kevers verzichtet hatte. Mit der Aufschwörung auf die Geschlechter Schorlemer, Hoete und Meschede am 11. März des Jahres nahm Ludolf die Präbende in Besitz. Seine Emanzipation fiel auf den 17. Juli 1627. Ein Jahr später bat er um einen Studienurlaub in Italien. Es ist nicht belegt, ob er ein Studium absolviert hat, denn er starb bereits am 19. März 1630.